# Turó del Villaró
El Turó del Villaró és una muntanya de 713 metres que es troba al municipi d'Arbúcies, a la comarca de la Selva.